# Wohnhaus Dorfstraße 23 (Kraupa)
Das Wohnhaus in der Dorfstraße 23 ist ein Baudenkmal, das sich im Ortsteil Kraupa in der Kleinstadt Elsterwerda im südbrandenburgischen Landkreis Elbe-Elster befindet.

## Beschreibung und Geschichte
Der eingeschossige, mit Fachwerk und einem Satteldach versehene Lehmstampfbau befindet sich am alten Dorfanger des im Jahre 1398 erstmals urkundlich erwähnten Ortes. Die Entstehung des historischen Wohnhauses wird auf die Zeit um 1800 datiert. Im örtlichen Denkmalverzeichnis ist es unter der Erfassungsnummer 09135647 verzeichnet.
Das Gebäude befindet sich heute in Privatbesitz.